# 華明邨

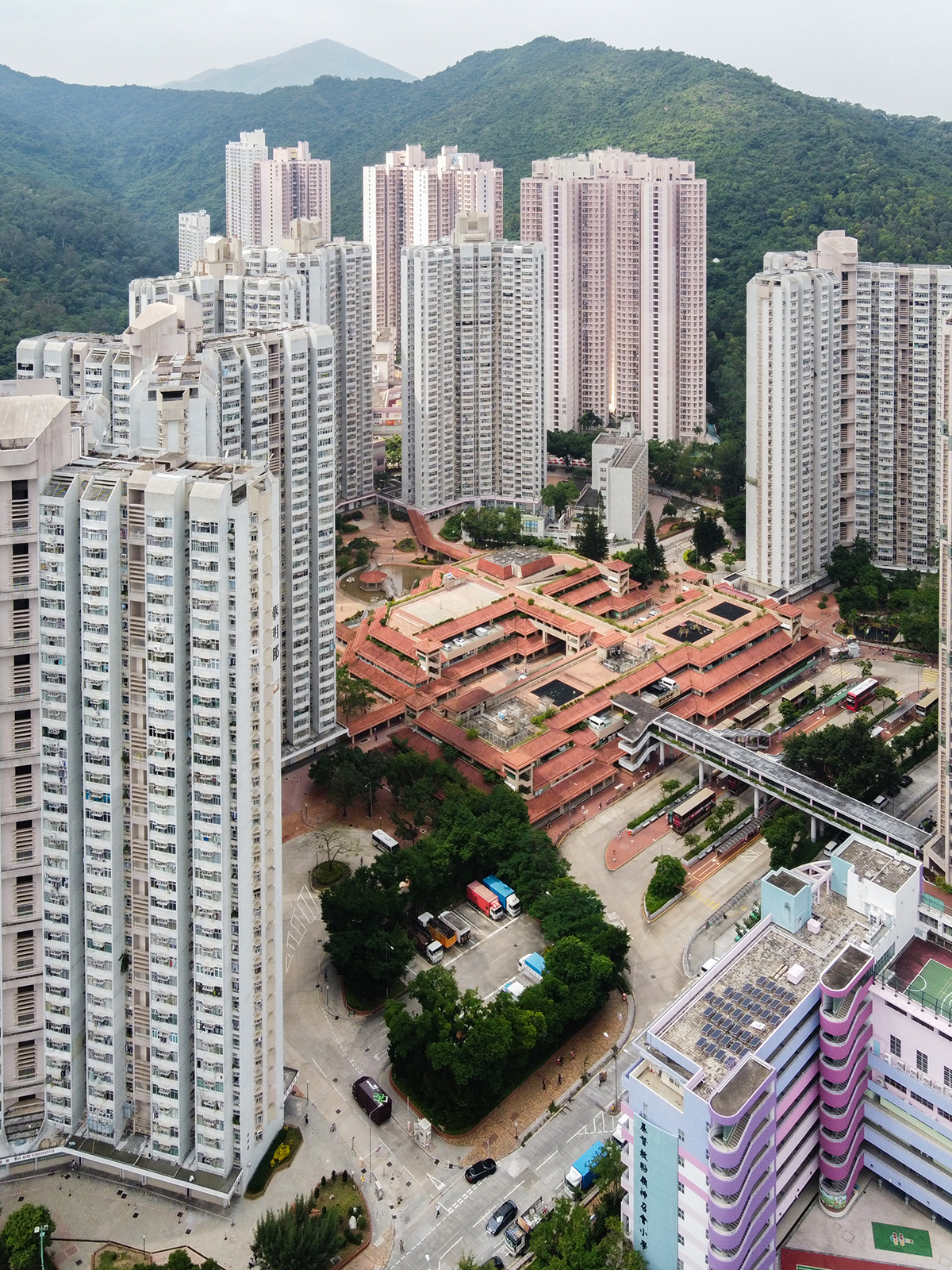
航拍華明商場

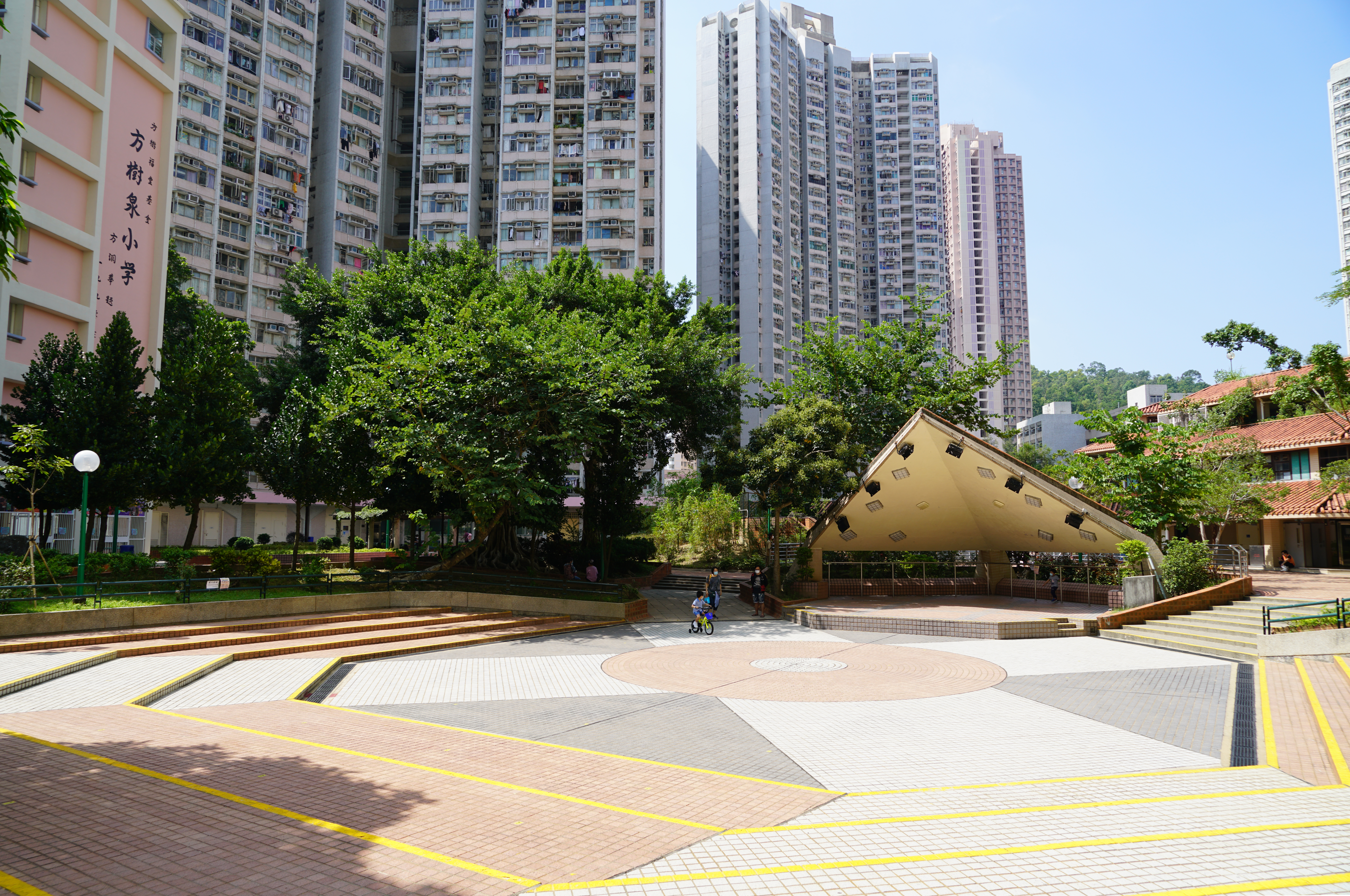
露天劇場

華明邨（英語：Wah Ming Estate）是香港的一個公共屋邨，位於新界北區和合石、畫眉山附近，邨名得名自畫眉山的諧音。本邨屬租者置其屋計劃（第2期），於1999年3月讓居民購買現時租住的單位，現時已成立業主立案法團。

## 屋邨資料

### 樓宇
| 樓宇名稱（座號） | 樓宇類型            | 落成年份 | 樓宇層數 （住宅層數） | 每層伙數 | 單位數目（伙） | 建築師       | 承建商             | 提供升降機的廠商  | 期數 |
| ---------------- | ------------------- | -------- | --------------------- | -------- | -------------- | ------------ | ------------------ | ----------------- | ---- |
| 禮明樓（第1座）  | Y3型 （早期型設計） | 1990年   | 34（1-34樓）          | 24       | 816            | 房屋署建築師 | 新福港營造有限公司 | 英國通用電氣-捷運 | 1    |
| 信明樓（第2座）  | Y3型 （早期型設計） | 1990年   | 34（2-34樓）          | 32       | 1,056          | 房屋署建築師 | 新福港營造有限公司 | 英國通用電氣-捷運 | 1    |
| 康明樓（第3座）  | Y4型 （早期型設計） | 1990年   | 34（1-34樓）          | 18       | 612            | 房屋署建築師 | 瑞安建業           | 通力              | 2    |
| 富明樓（第4座）  | Y4型 （早期型設計） | 1990年   | 34（1-34樓）          | 18       | 612            | 房屋署建築師 | 瑞安建業           | 通力              | 2    |
| 頌明樓（第5座）  | Y4型 （早期型設計） | 1990年   | 34（1-34樓）          | 18       | 612            | 房屋署建築師 | 瑞安建業           | 通力              | 2    |
| 耀明樓（第6座）  | Y3型 （早期型設計） | 1990年   | 34（1-34樓）          | 24       | 816            | 房屋署建築師 | 瑞安建業           | 通力              | 2    |
| 添明樓（第7座）  | Y3型 （早期型設計） | 1990年   | 34（1-34樓）          | 24       | 816            | 房屋署建築師 | 瑞安建業           | 通力              | 2    |

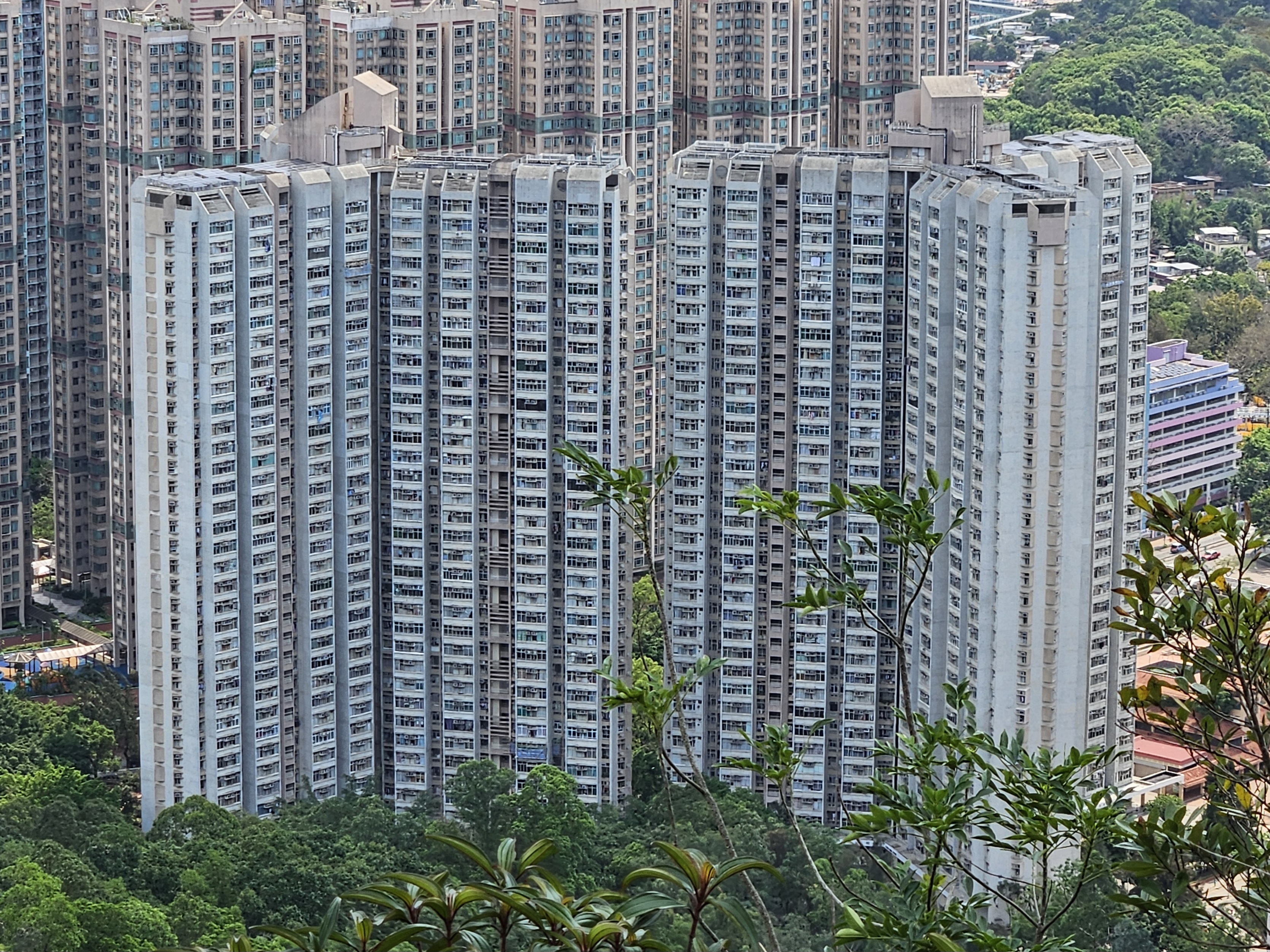
耀明樓與添明樓

以粗體字標注的樓宇設有供1~2人入住的「劏房」，主要編配予田心臨時房屋區單身長者住戶。

## 歷史
華明邨前身為九廣鐵路和合石支線（支線在1983年4月的清明節過後停止運作，之後路軌亦被拆除，而和合石站也被拆卸。）以西、畫眉山以北、田心臨時房屋區（已清拆）以南的一些寮屋和農地。1970年代末，政府決定開發粉嶺／上水新市鎮，並率先發展彩園邨和祥華邨等地。1980年後，政府開始發展粉嶺南地段，逐步收回和合石至粉嶺站之間的土地，並拆除和合石支線的鐵路設施，而該地段第一個發展項目就是由香港房屋委員會建造的公共屋邨華明邨，名字取自畫眉山「畫眉」二字的諧音。屋邨於1986年命名並動工，至1990年開始入伙，當中第一期總承建商為新福港營造有限公司，而第二期由瑞安建業承建。
由於華明邨靠近和合石墳場，加上屋邨落成時附近地段尚未建設，又與粉嶺市中心的社區和交通設施距離較遠，而當時香港尚有大量其他地方的公共屋邨可供選擇，故華明邨剛落成時的出租情況並不理想，在當時只要任何申請者願意入住華明邨，都會立即獲得編配單位，政府更曾推出優惠政策來吸引租戶，並容許合資格臨時房屋區居民申請此邨、屯門良景邨或田景邨單位，讓他們提前入住永久公營房屋。隨着粉嶺南社區於1990年代中後期逐步建設完成，同時香港樓價上升導致更多基層市民申請租住公屋單位，華明邨的入住率也達到一般公共屋邨的水平。
1999年，香港房屋委員會將華明邨納入租者置其屋計劃（第二期），部份單位可出售予當時租住該等單位的居民。
2013年，香港政府推行「北區區域性巴士路線重組」計劃，華明邨內的華明總站成為北區巴士交通樞紐，並冠以「華明轉車站」之名，與上水轉車站一同作為北區區內線與對外長途線之間的轉乘站。
2010年後，香港樓市持續熾熱，中小型單位受到市場追捧，而北區的住宅單位更因靠近中國大陸之地理位置而樓價飆升。華明邨信明樓一個小型單位於2015年初以呎價11565港元售出，創下香港公屋呎價記錄，成為當時的香港「公屋王」；之後華明邨亦屢次刷新記錄，甚至曾經超越部份市區大型私人屋苑。
直至2019年尾，華明邨有80%單位已經出售。

## 設施

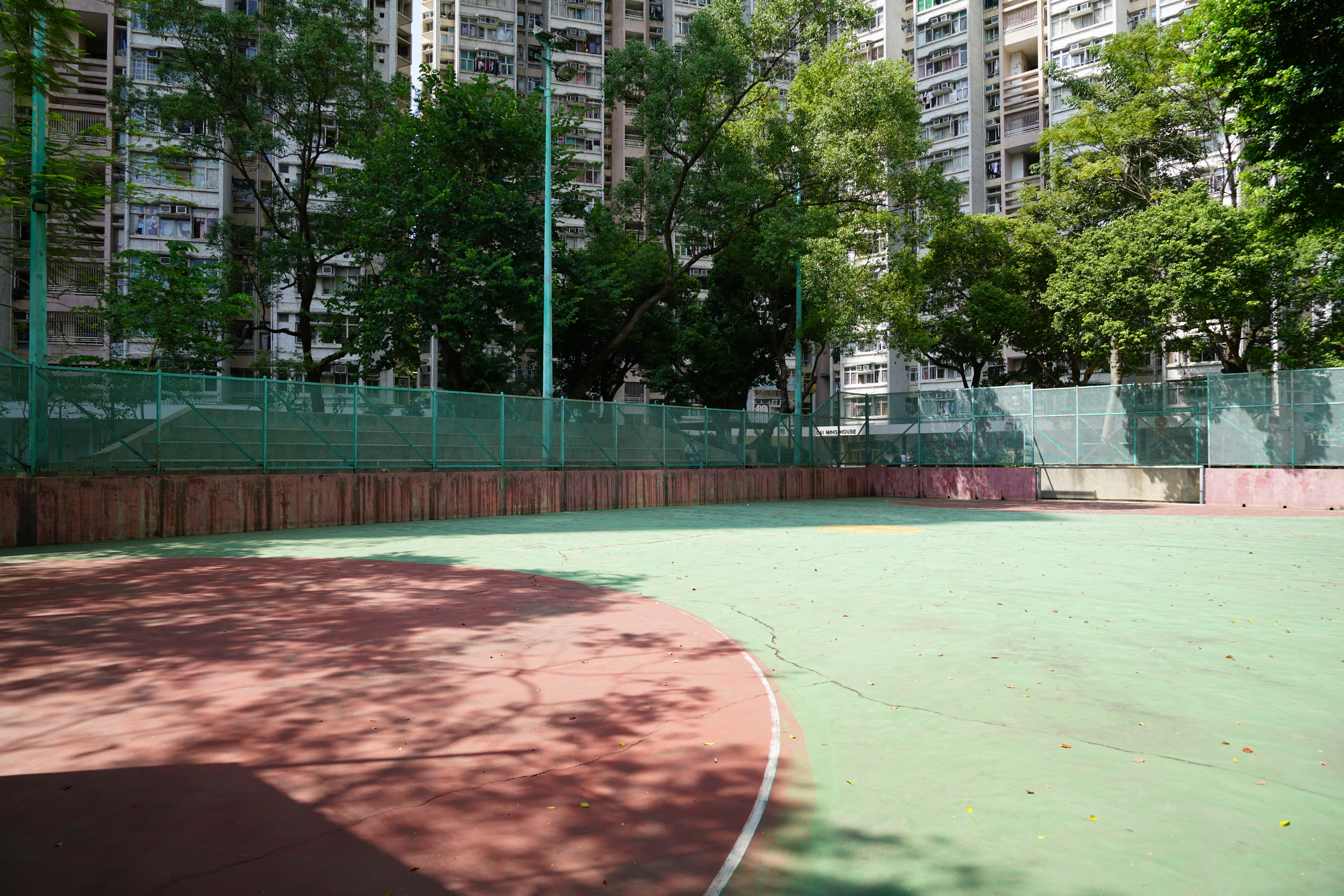
足球場

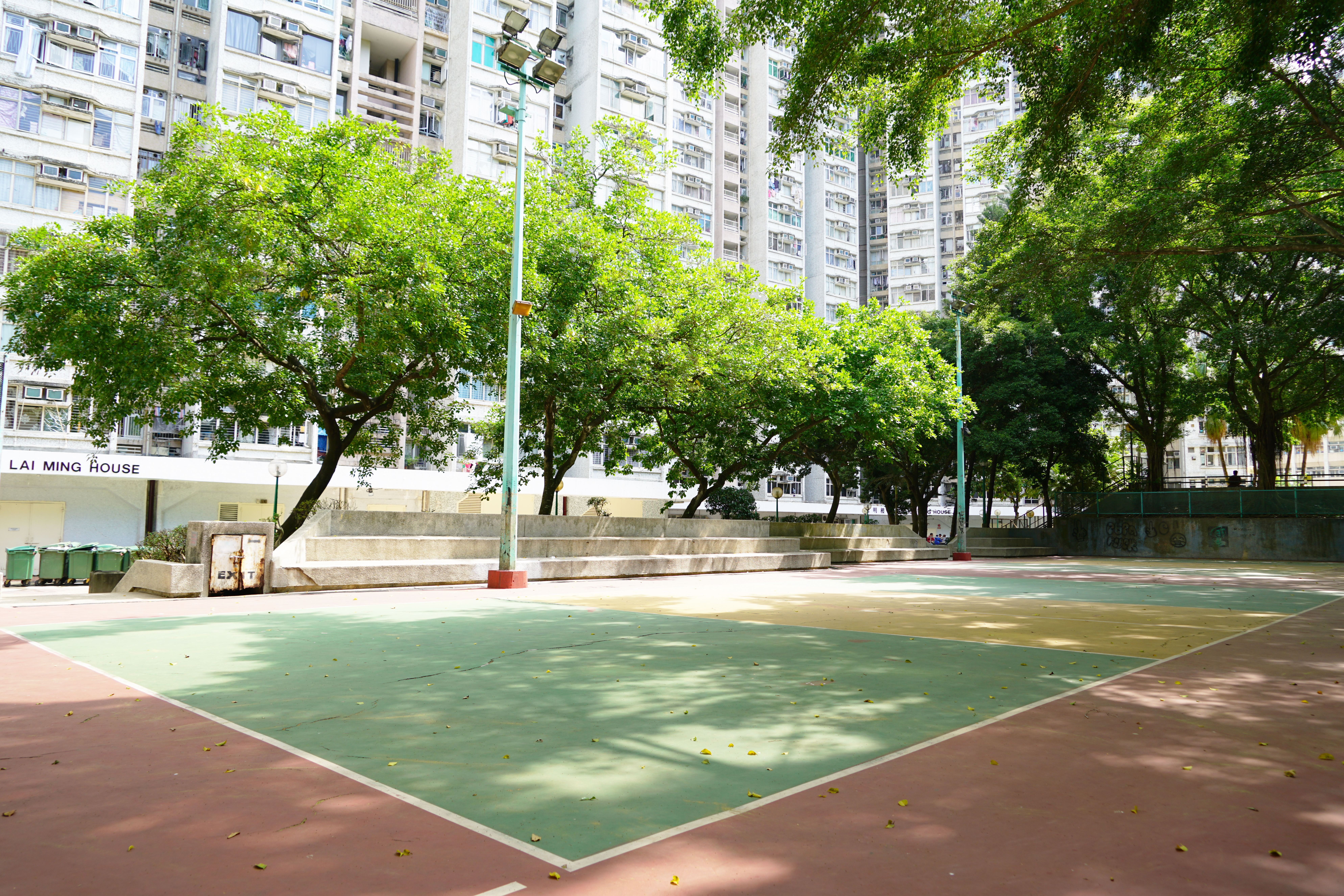
排球場

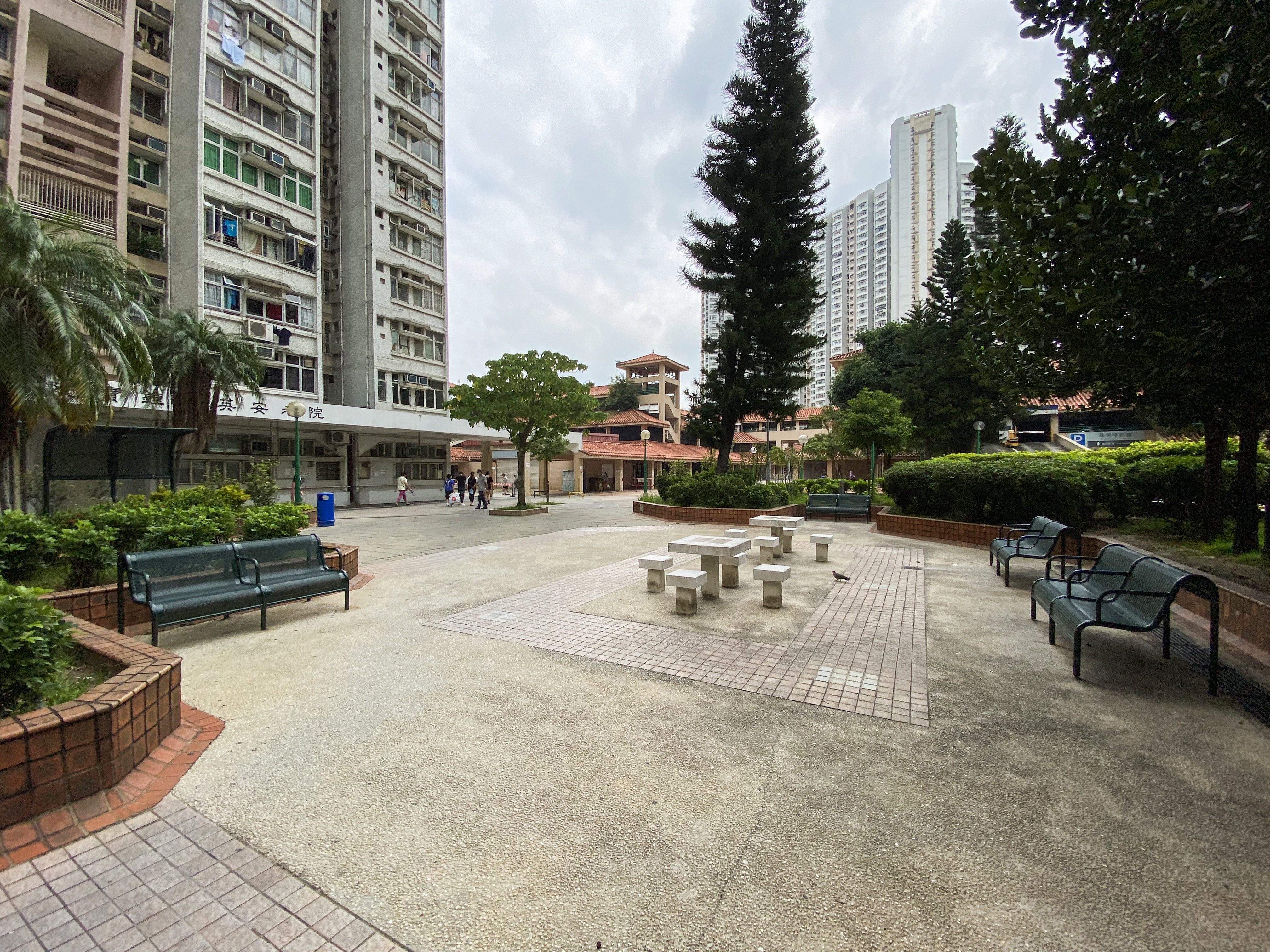
閒座區
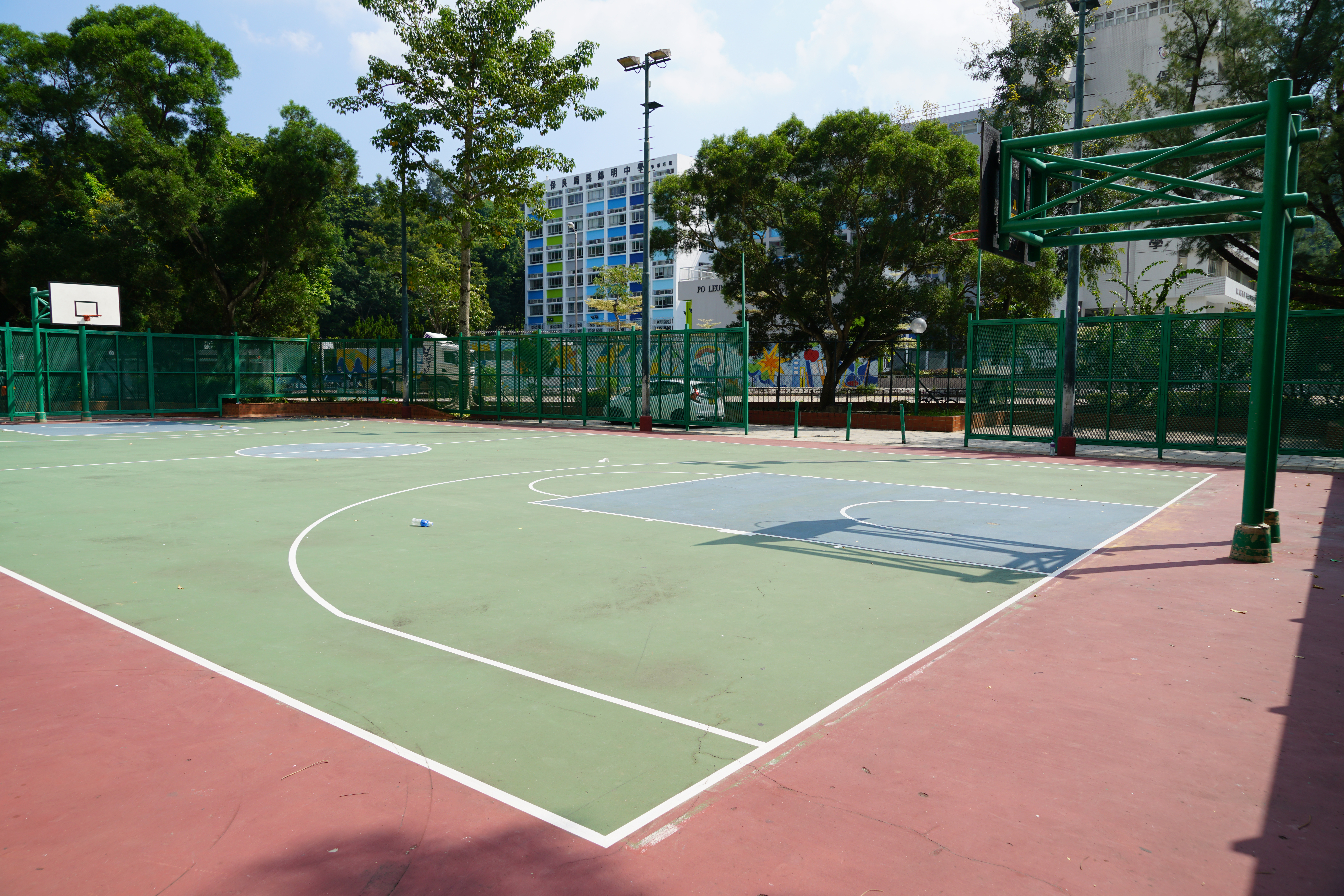
籃球場
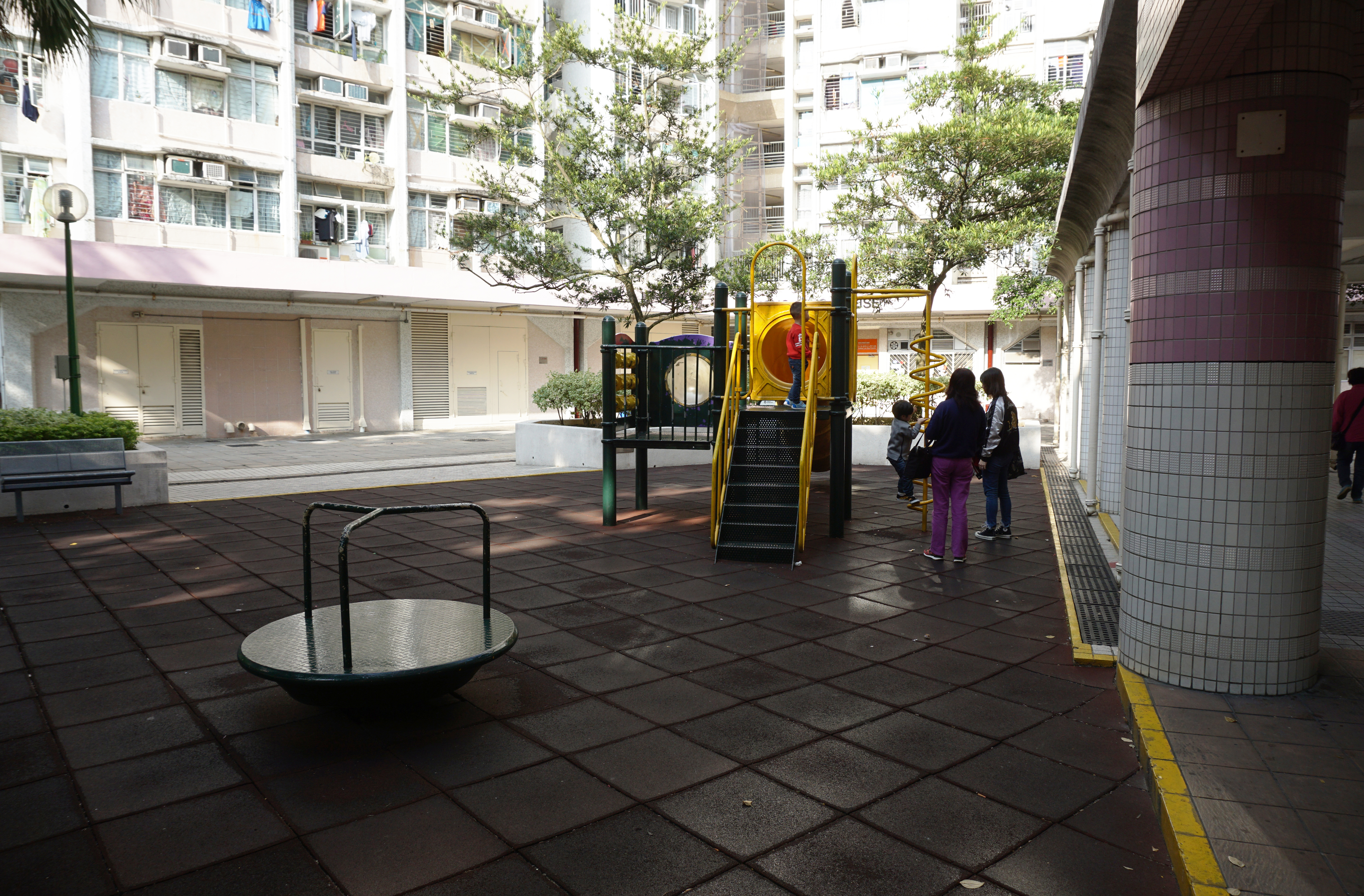
團團轉及滑梯
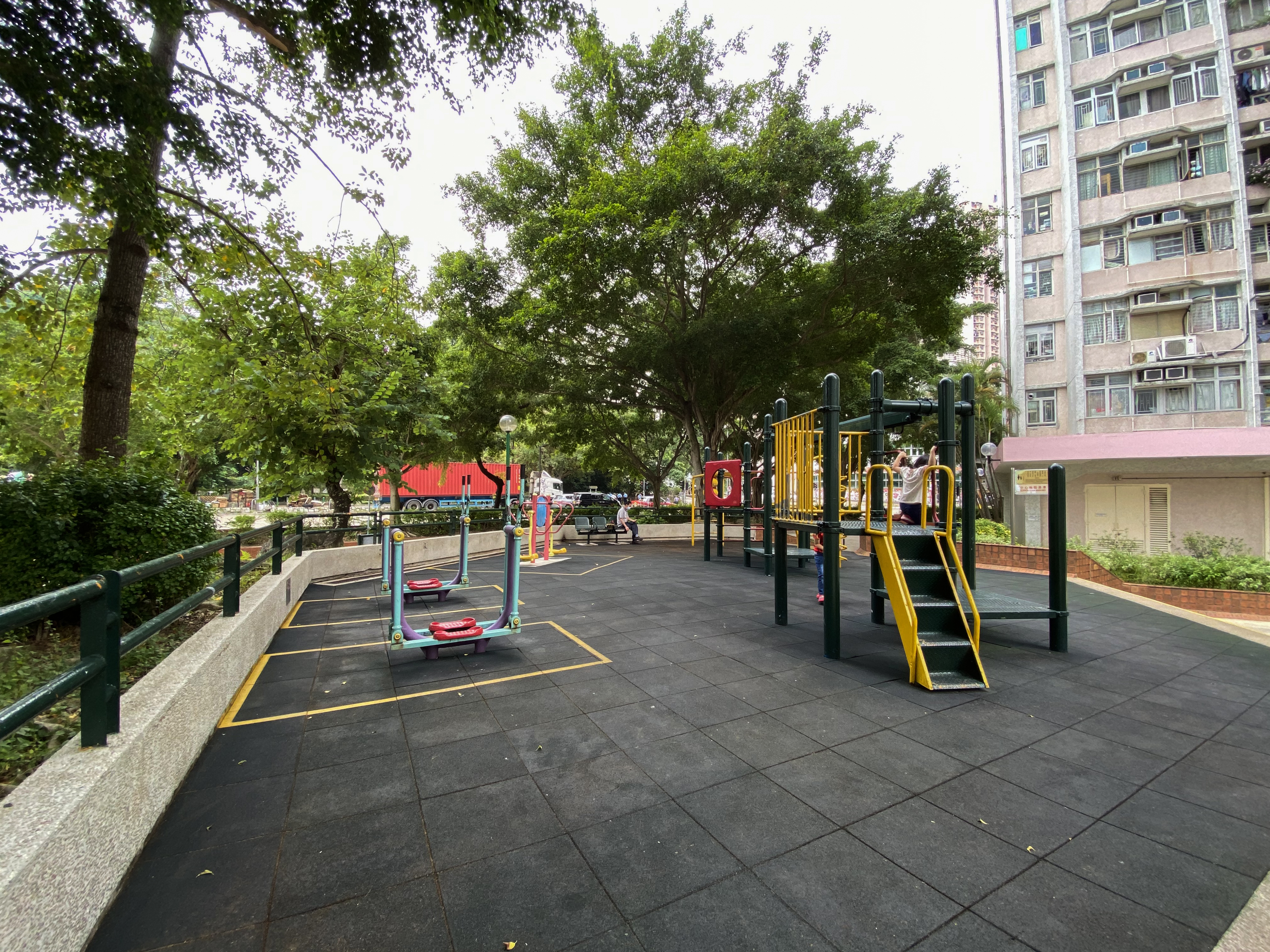
健體區（左）及兒童遊樂場（右）
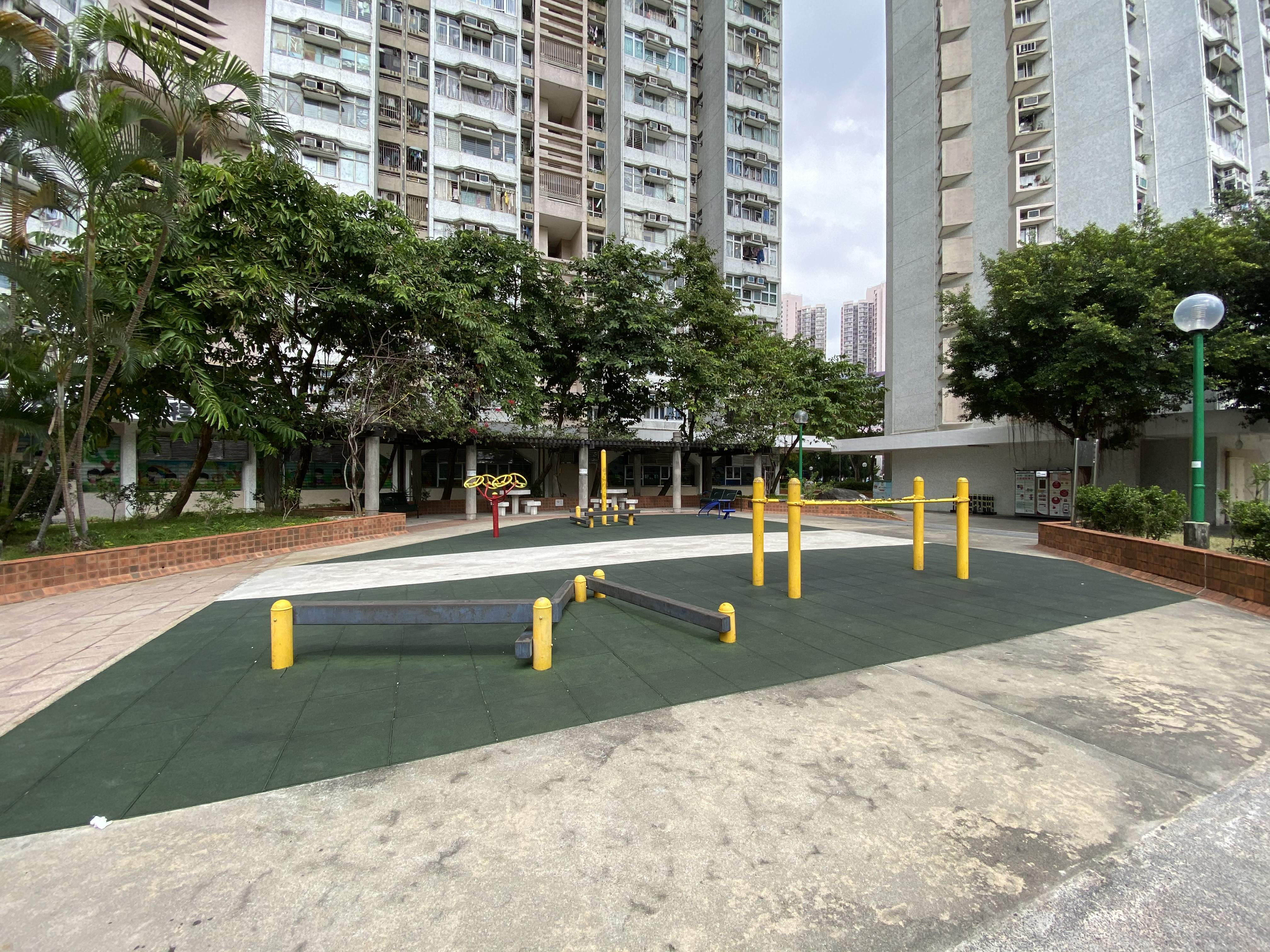
耀明樓對出的健體區
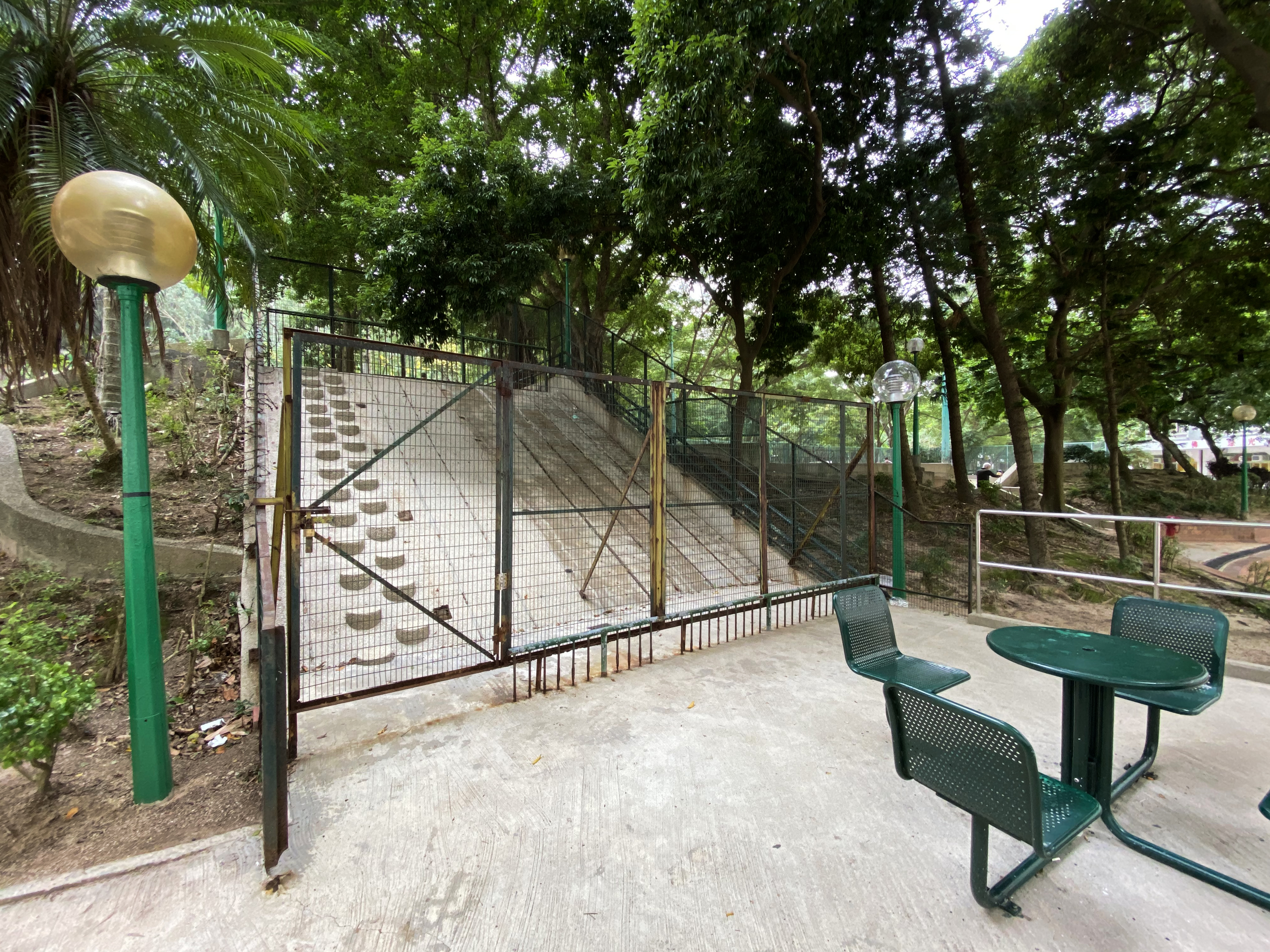
邨內原有的滑梯估計因安全問題，利用鐵絲網圍封。而滑梯結構已經拆去多時

### 華明商場

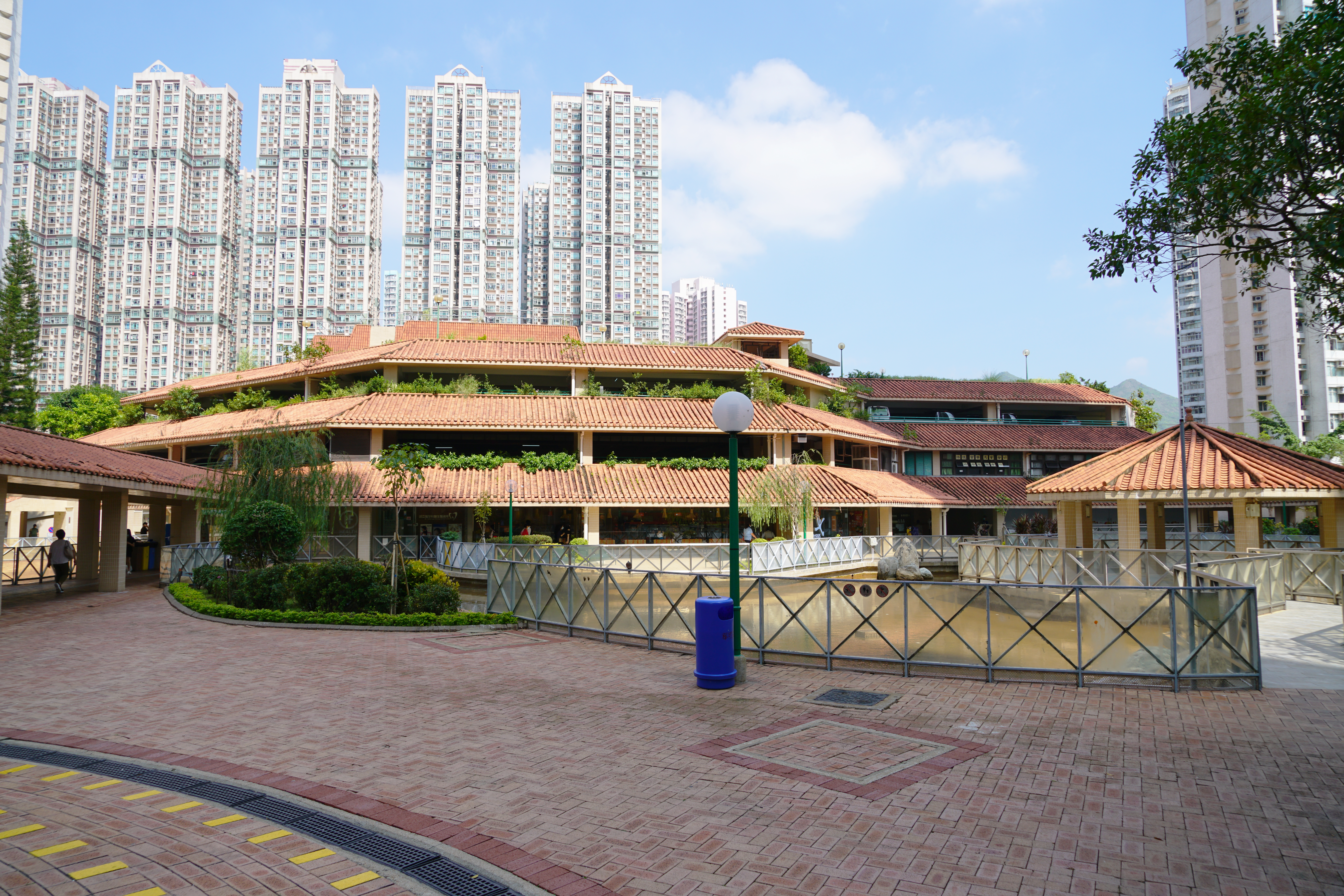
華明商場背面

華明商場樓高2層，於2016年6月底至2017年首季進行翻新工程，更換部份地磚及商舖組合，期間部份商戶如街市、診所及郵局等繼續服務。
2018年，基滙資本向領展購入華明商場。

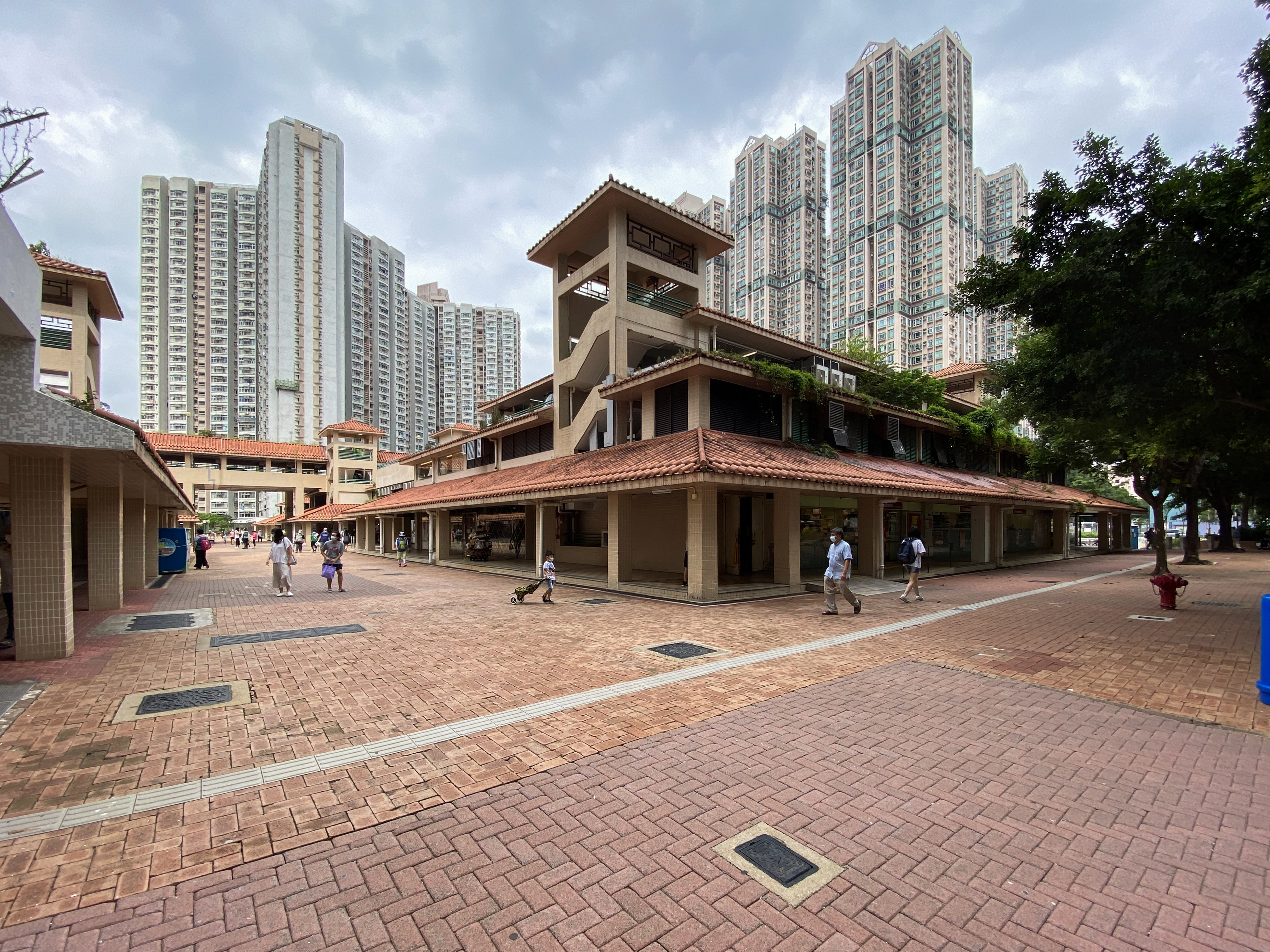
華明商場北面外貌
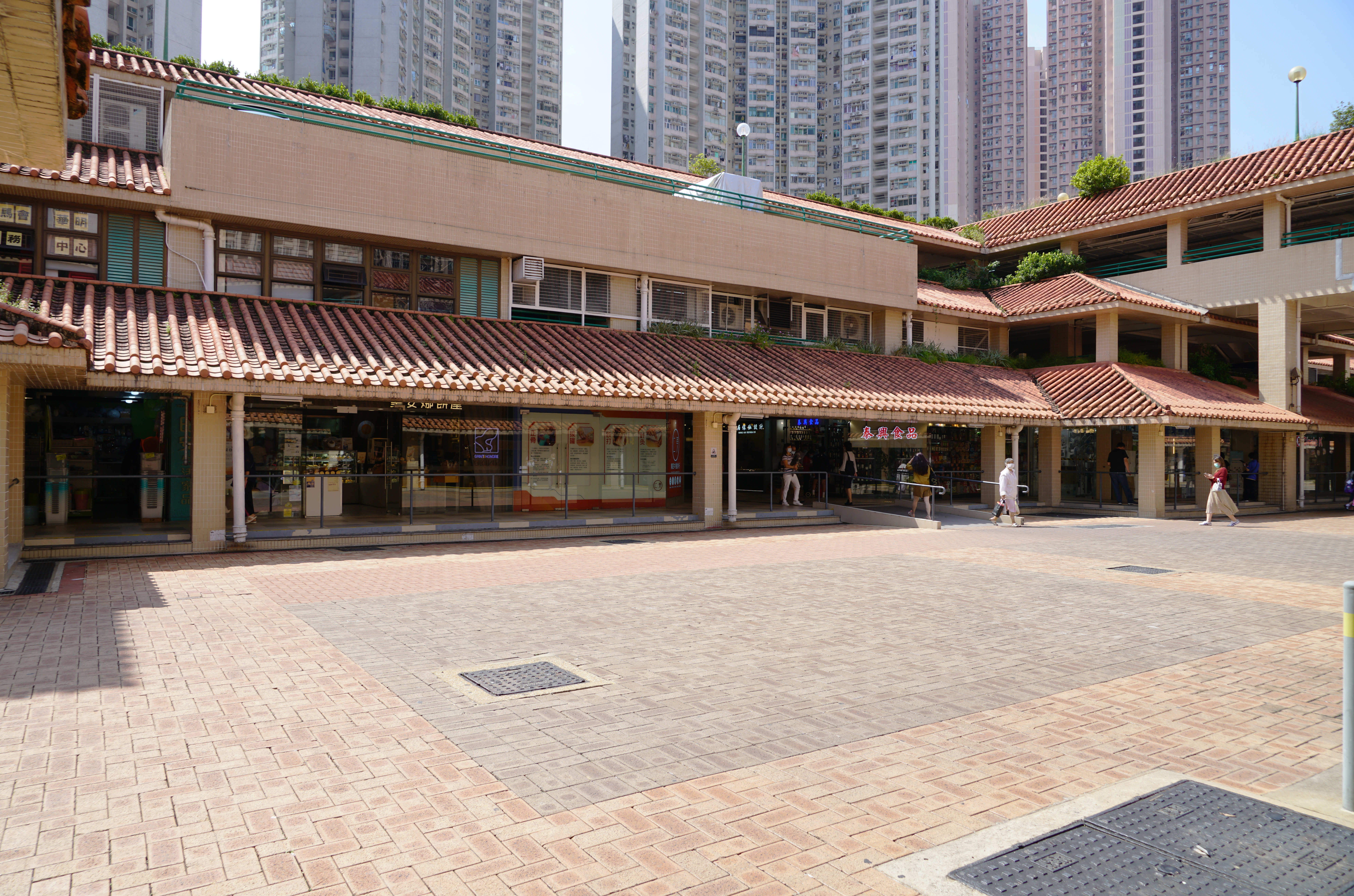
華明商場南面
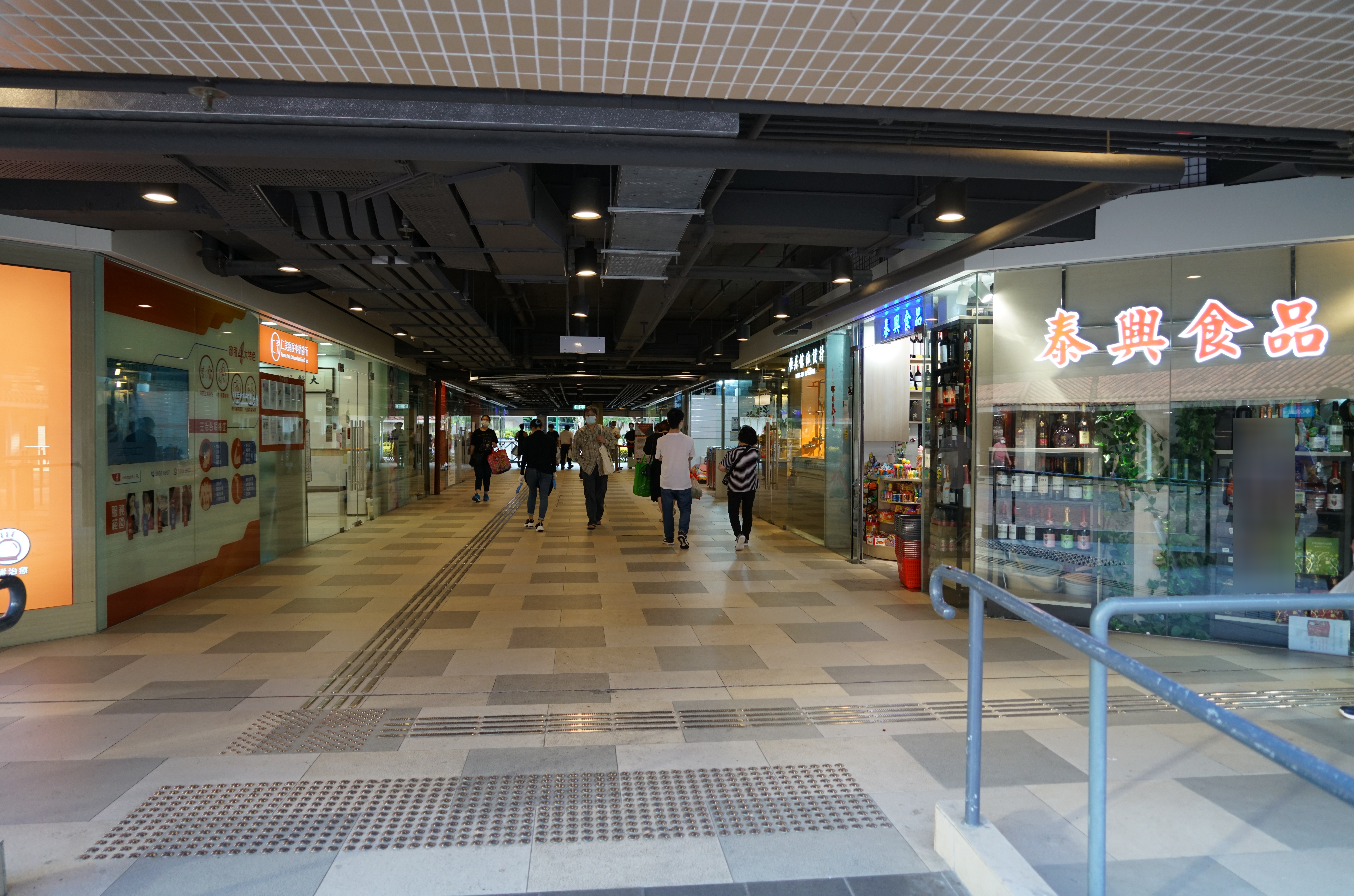
華明商場南面地下商店為2017年加設
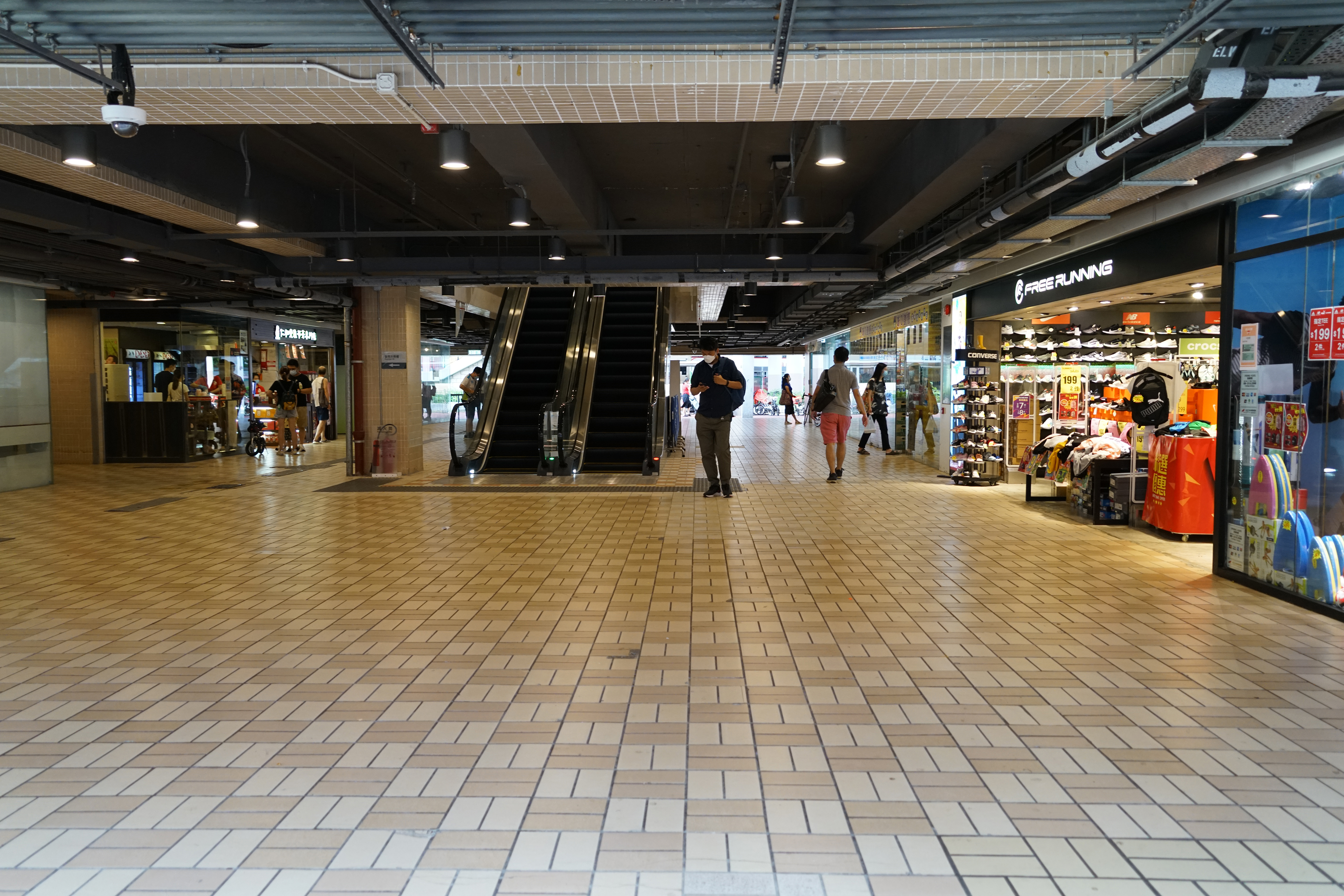
華明商場北面地下
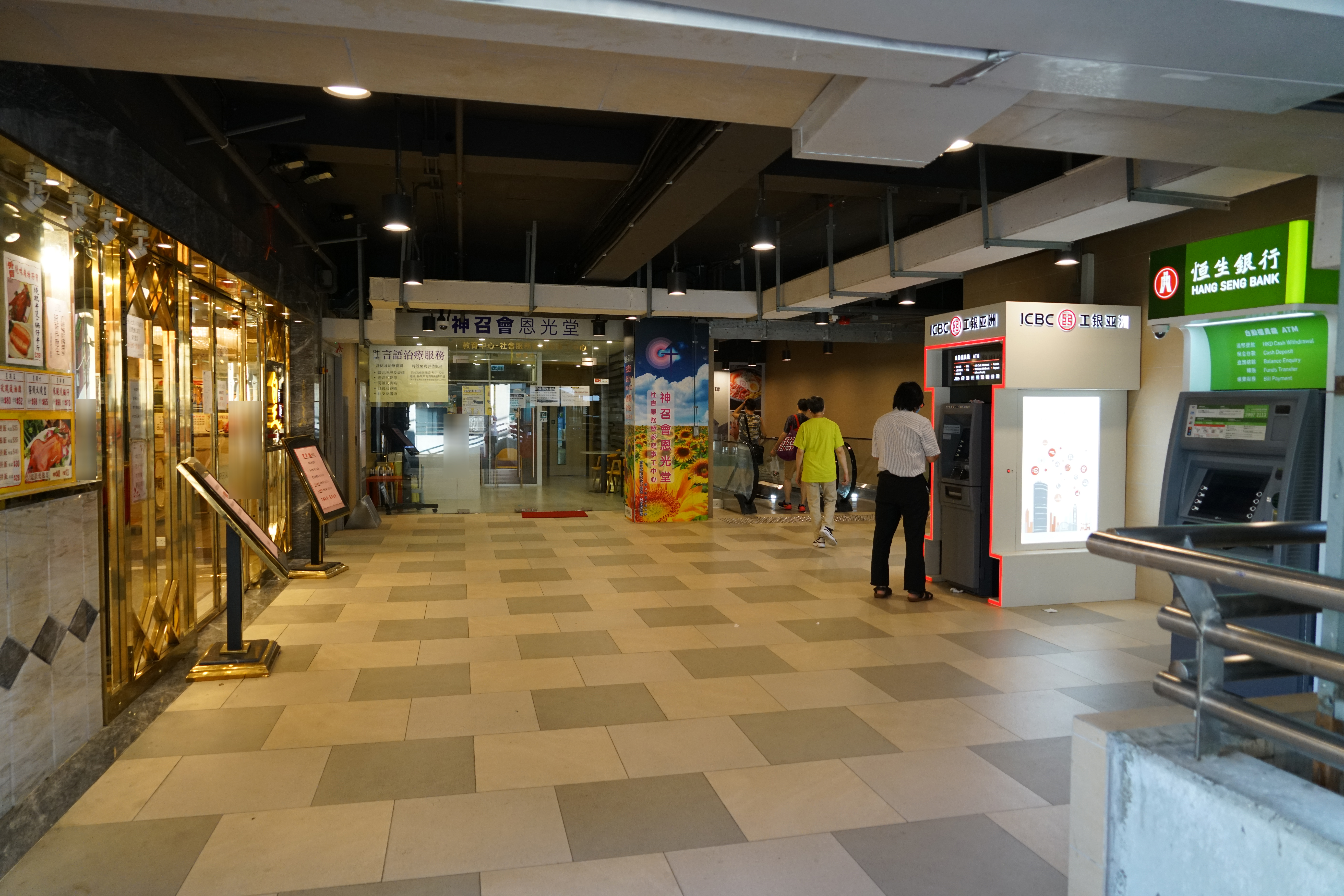
華明商場北面1樓

### 華明街市

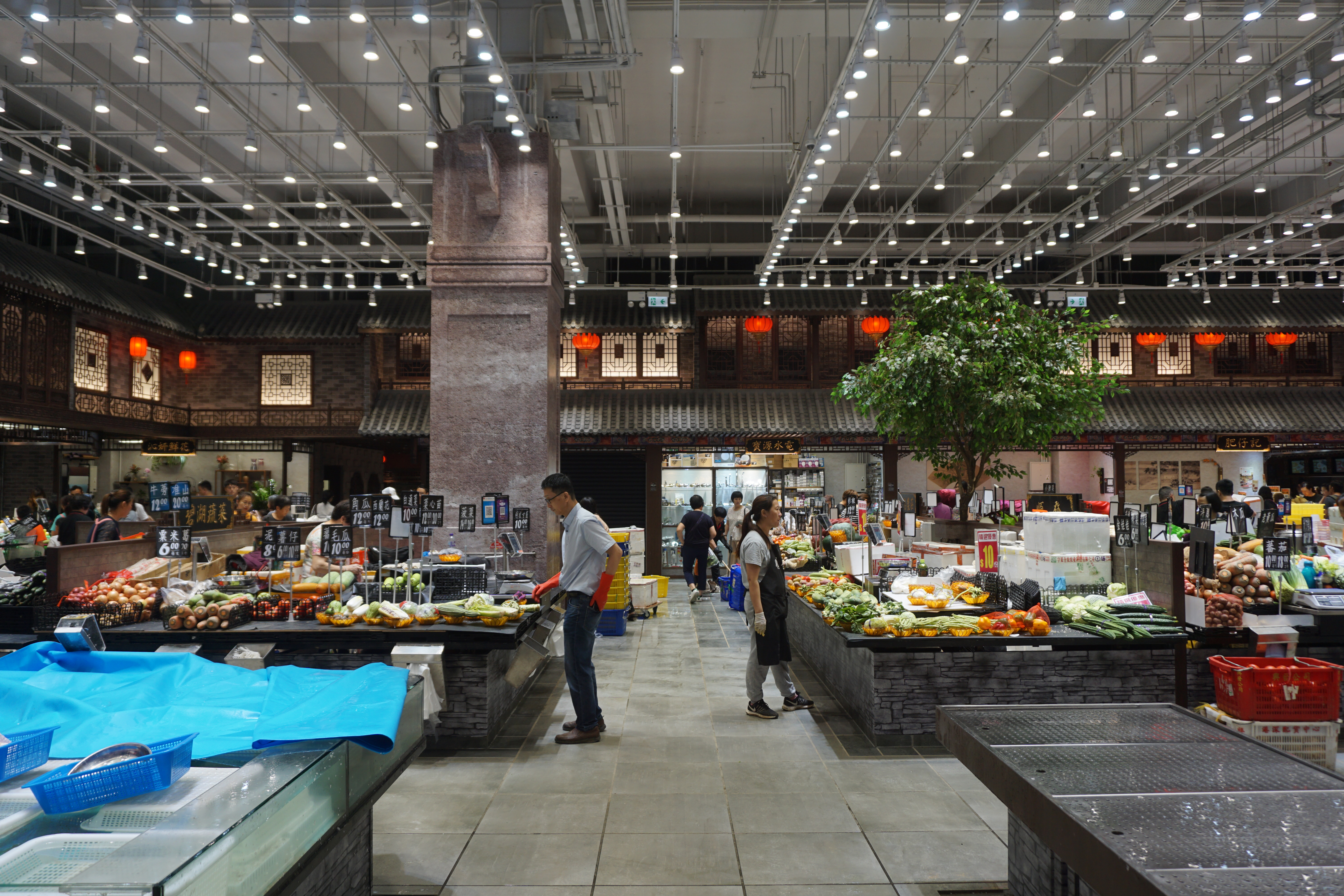
華明市場菜檔及水電工程店

華明街市於2019年2月16至5月15日關閉翻新，期間於附近設有5個檔位的臨時街市，重開後改稱華明市場（Fresh Town），以中國傳統四合院設計，與邨內的仿古設計融合，場內設有近50個商舖，從新鮮食材、乾貨海味、五金水電，到熟食小店等。

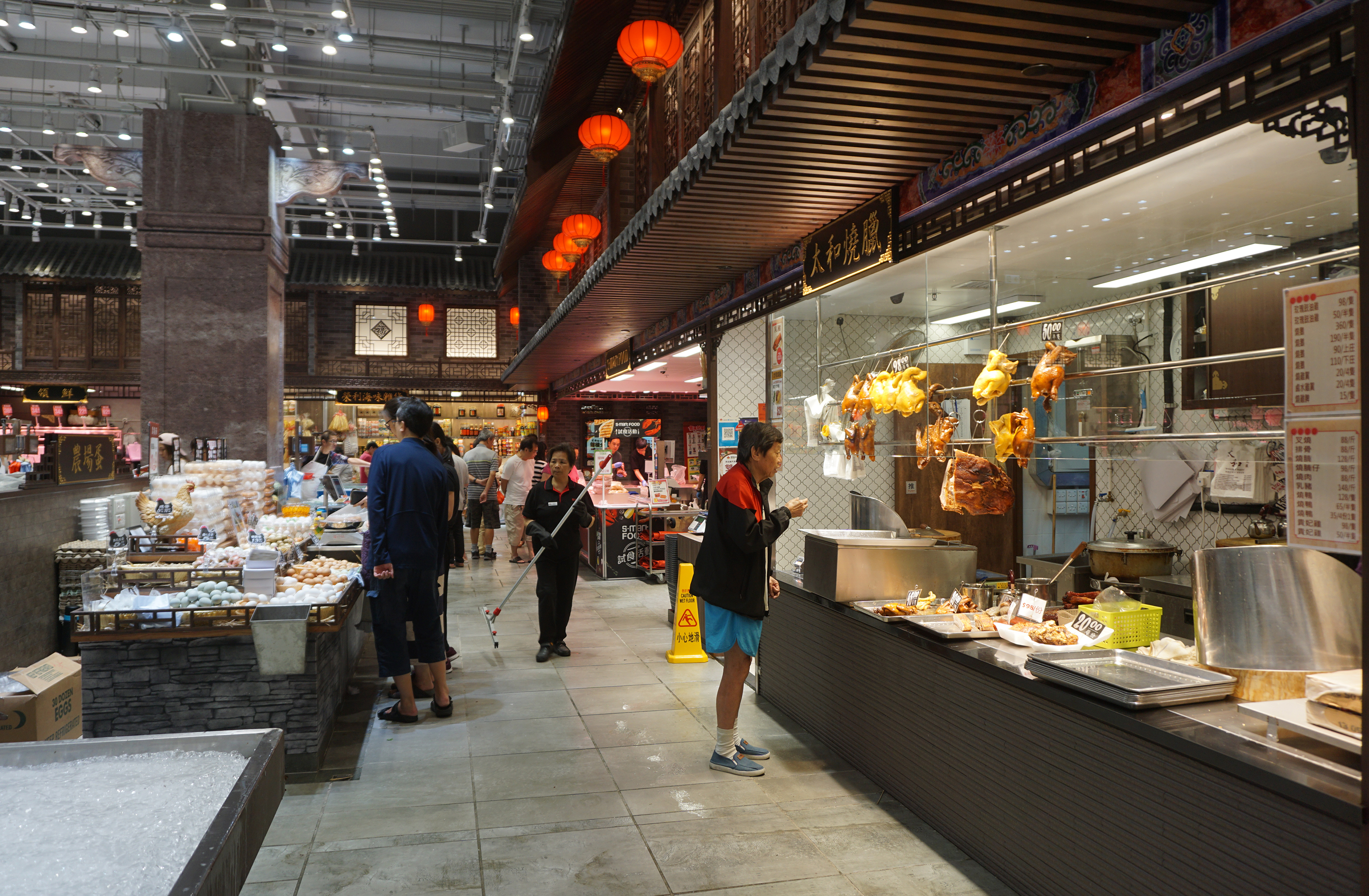
華明市場蛋、海味雜貨、凍肉及燒味檔
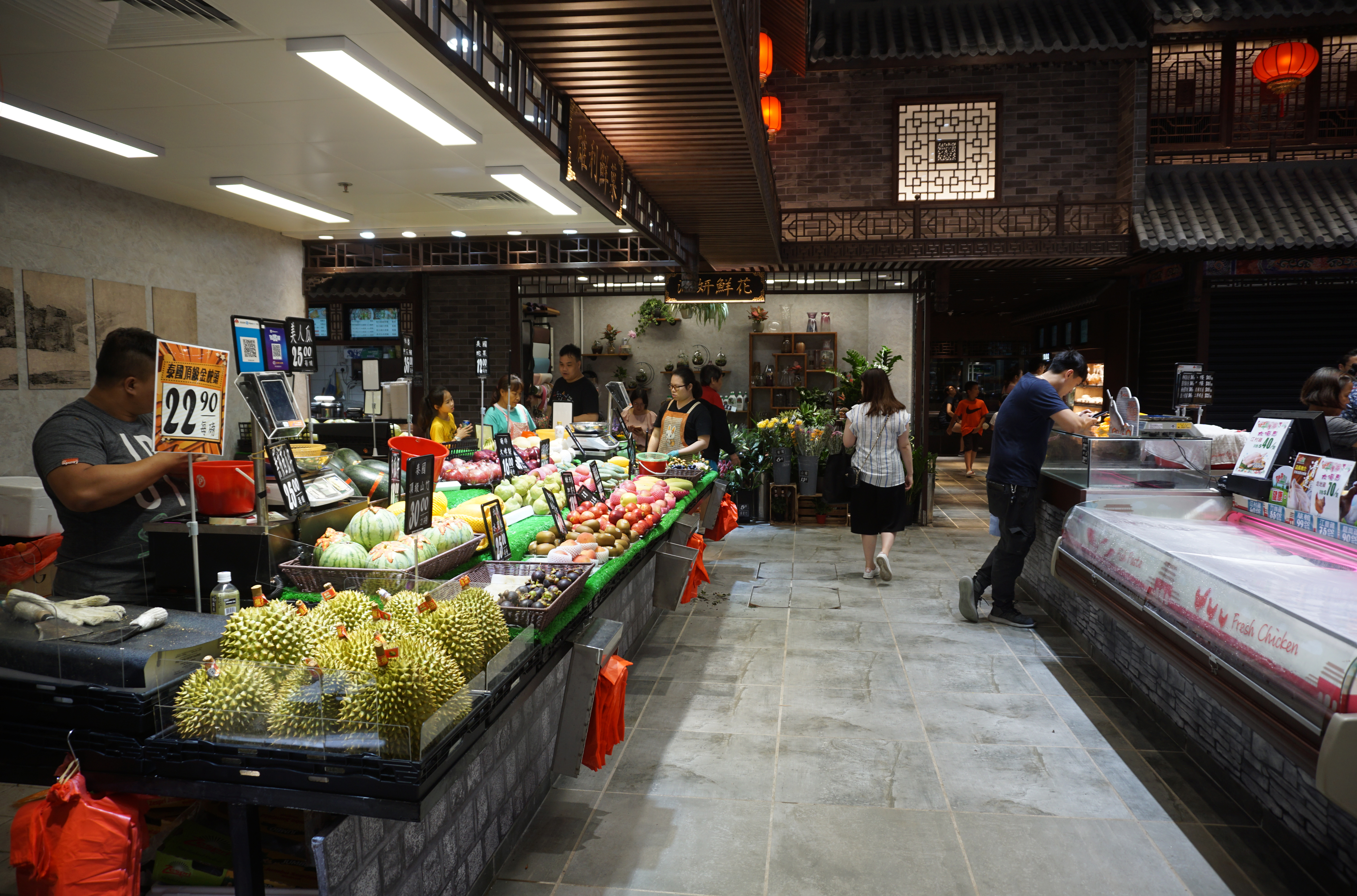
華明市場水果檔及花店
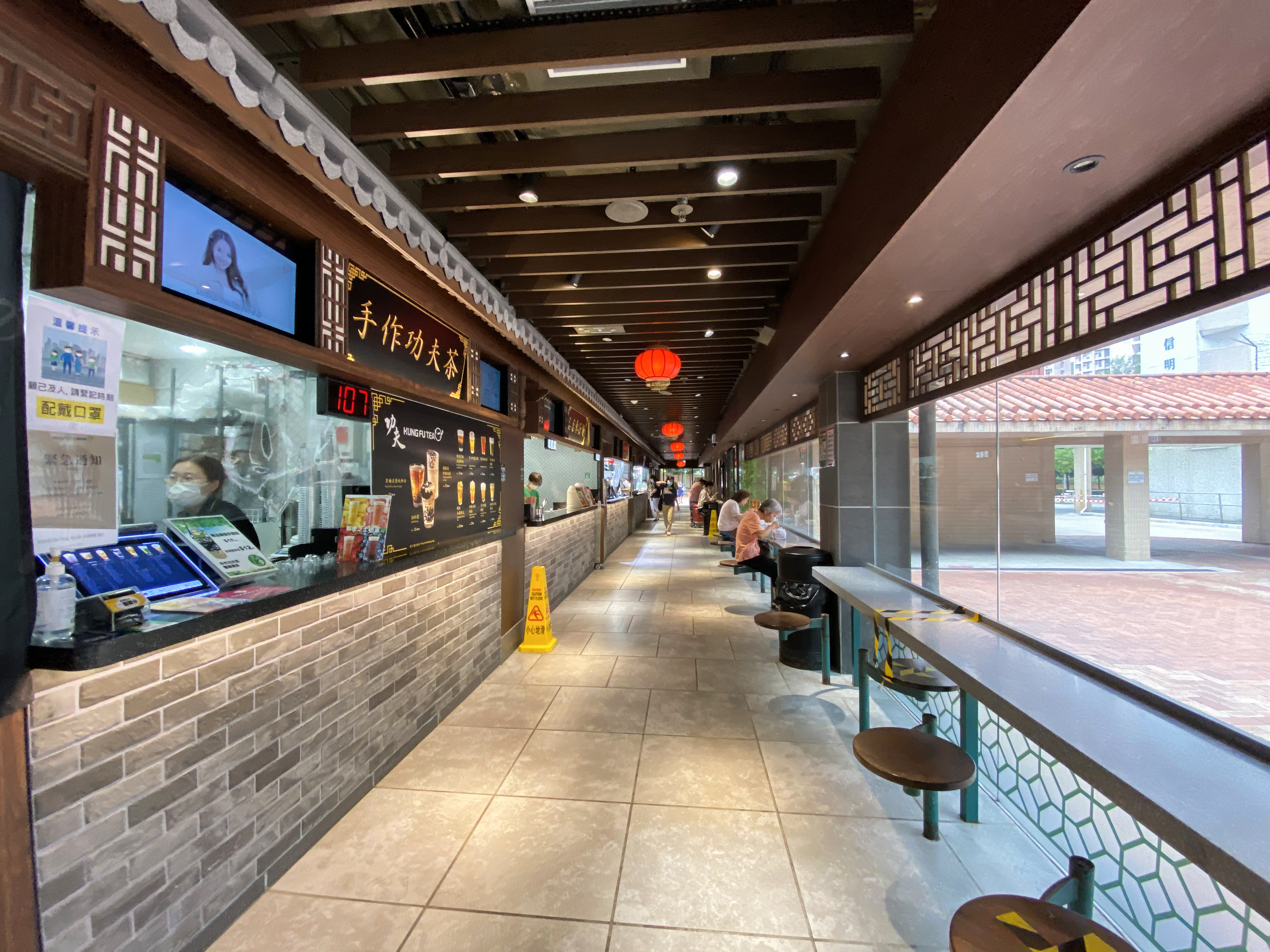
華明夜市
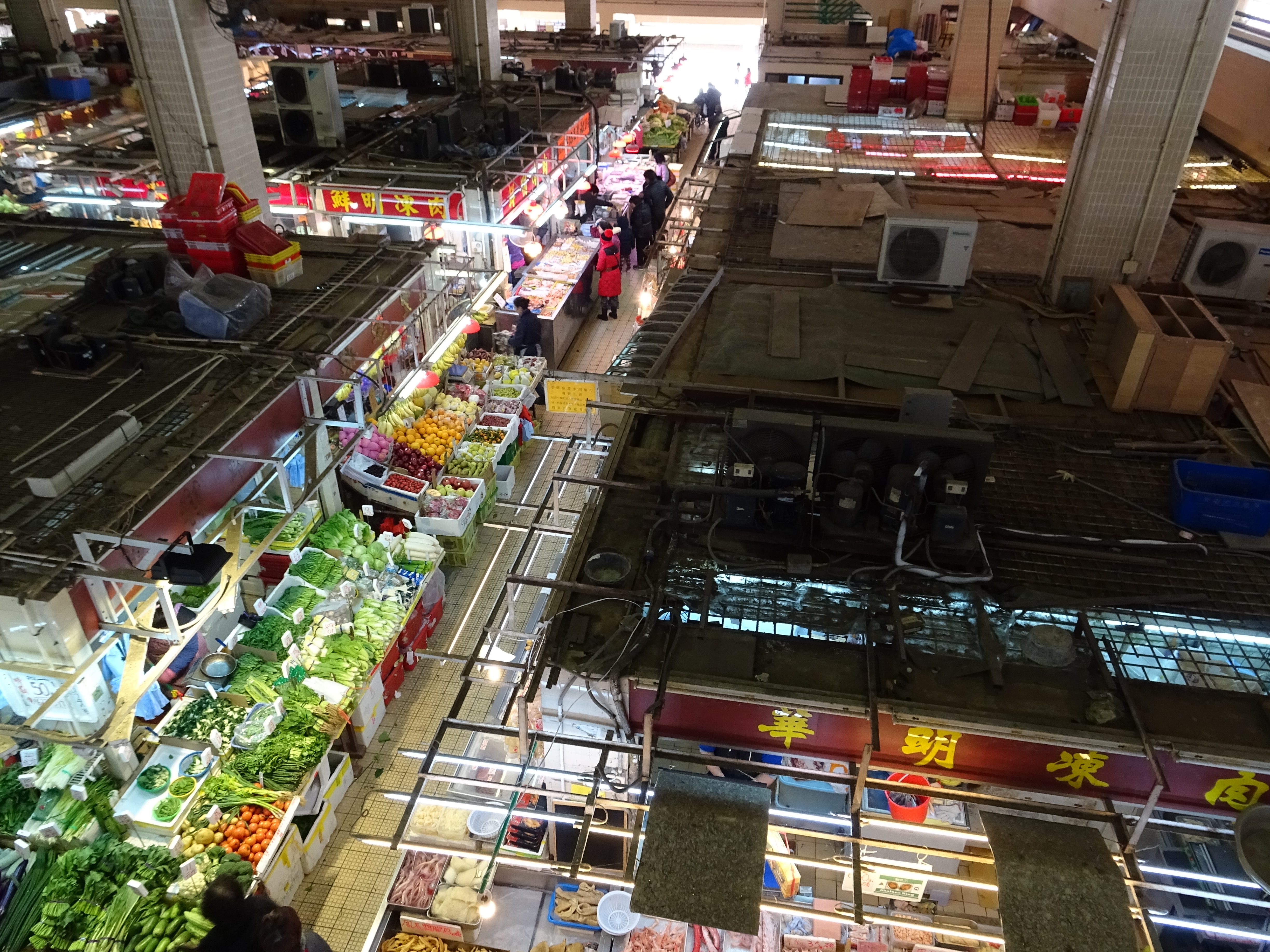
翻新前的華明街市

## 鄰近屋苑

### 公共屋邨
- 華心邨

### 居屋
- 欣盛苑
- 雍盛苑
- 昌盛苑
- 景盛苑

### 私人屋苑
- 花都廣場
- 牽晴間
- 碧湖花園

## 周邊設施

### 幼稚園
- 保良局莊啟程夫人幼稚園 （页面存档备份，存于）（1990年創辦）（位於耀明樓地下）
- 香海正覺蓮社佛教慧光幼稚園 （页面存档备份，存于）（1990年創辦）（位於禮明樓地下）
- 基督徒信望愛堂華明幼稚園 （页面存档备份，存于）（1990年創辦）（位於添明樓地下）
- 明愛香港崇德社幼兒學校 （页面存档备份，存于）（1991年創辦）（位於富明樓地下）

### 小學
- 鳳溪廖潤琛紀念學校
- 方樹福堂基金方樹泉小學
- 基督教粉嶺神召會小學
- 五旬節于良發小學
- 香海正覺蓮社佛教正覺蓮社學校

### 中學
- 保良局馬錦明中學
- 宣道會陳朱素華紀念中學
- 粉嶺救恩書院
- 聖芳濟各書院
- 粉嶺官立中學

### 商場
- 華明商場（連街市）
- 花都廣場購物商場
- 雍盛商場（連街市）
- 華心商場（連街市）

### 郵局
- 華明郵政局

### 康樂設施
- 和興體育館
- 百福田心遊樂場

## 事件

### 男子扼斃女友後自殺
2008年8月22日，在華明邨頌明樓9樓一單位内，一對年青情侶在吸食K粉后因感情問題發生爭執，19嵗少女被男友勒頸窒息倒斃床上，其男友後用剪刀插向自己的喉嚨。後被當時呆在同一單位但事發時在客廳打遊戲的男方弟弟發現，被醫護人員送往沙田威爾斯醫院後被救回一命。該案件後交由大埔警區重案組跟進。

### 殺夫倫常命案
2011年8月22日，在華明邨耀明樓25樓一單位，一對夫婦疑因感情問題激烈爭吵，其間妻子劉翠花（44歲）一怒用鐵錘從後施襲，丈夫張作財（53歲）被擊打至頭爆慘死。印尼女華僑劉翠花是當年張作財以4萬元從印尼買回來的妻子，二人育有兩子（現時22歲及19歲）。2012年8月，陪審團以六比一大比數裁定劉翠花謀殺罪不成立但誤殺罪成，判囚六年。

### 防暴警察衝入邨內追捕示威者

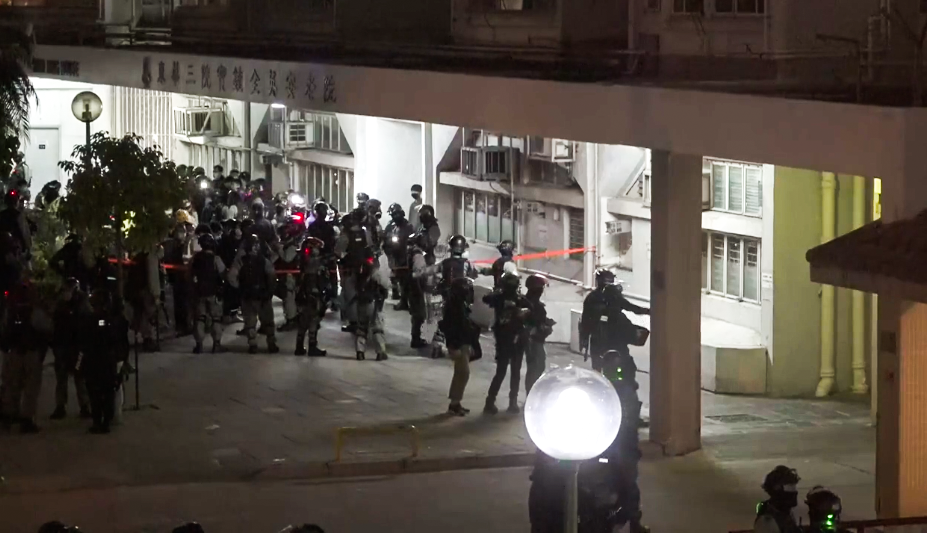
多名示威者、義務急救員及記者在華明邨信明樓對開被防暴警包圍截查

2020年1月26日暉明邨衝突期間，大批防暴警察進入雍盛苑、昌盛苑、華明邨等進行驅散及截查30多人。期間警方行為引起居民不滿，認為居民有權利逗留，但也被警員指街坊正在非法集結。晚上9時22分，多名示威者、義務急救員及記者在華明邨信明樓對開被防暴警包圍截查，現場記者被要求出示記者證才獲准放行。1男1女截查後被警方帶走。到晚上10時16分，防暴警登上警車離開，市民繼續指罵。

### 街市襲擊案
2020年3月16日下午1時許，有三名男子在店內工作期間，突然有兩名年輕人分別持一呎長西瓜刀和棍衝入店內向其中一名男職員襲擊。事主左手腕中刀，額頭被扑傷，手腕傷口不斷流血，大量血跡濺在地上。街市管理員發現後報警處理，而兇徒則逃去。警方不排除案件涉及個人恩怨有關，由大埔警區刑事調查隊跟進。

### 信明樓男子墮斃
2020年6月28日清晨，華明邨信明樓傳出巨響，保安聞聲察看，發現一名男子倒臥地上，懷疑高處墮下，遂致電報警。警員及救護員到場，但仍當場宣佈不治。

### 六旬老婦上吊
2024年1月29日，一名68歲的姓曾女子在位於華明邨耀明樓的家中用尼龍繩上吊。家人發現後立刻報警。而醫護人員在將其送往北區醫院後，老婦被證實死亡。

## 外部連結
- 房委會物業位置及資料 華明邨（页面存档备份，存于）